# Castellaneta
Castellaneta är en ort och kommun i provinsen Taranto i regionen Apulien i Italien. Kommunen hade 17 069 invånare (2017).